# De heliga tsaristiska martyrerna Romanovs kloster
De heliga tsaristiska martyrerna Romanovs kloster (serbisk kyrilliska: Манастир Светих царствених мученика Романових; latinska: Manastir Svetih carstvenih mučenika Romanovih) är ett serbiskt-ortodoxt kloster beläget i byn Bačevci i staden och kommunen Bajina Bašta, i den statistiska regionen Šumadija och västra Serbien i Serbien.
Klostret är helgat åt tsar Nikolaj II, hans hustru Alexandra och deras fem barn Alexej, Anastasia, Maria, Olga och Tatjana (Huset Romanov) som blev avrättade mellan den 16 och 17 juli 1918. 
Klostret tillhör Šabacs stift.